# 펜던트기
펜던트기(영어: pendant group) 또는 측기(測銷, 영어: side group)는 긴 분자의 골격 사슬에 부착된 분자 그룹이다. 보통, 이러한 분자는 중합체이다. 펜던트기는 올리고머도 중합체도 아니기 때문에 펜던트 사슬(곁사슬)과는 다르다.

펜던트기
측기
사슬에서 올리고머도 중합체도 아닌 분지.

예를 들어, 페닐기는 폴리스티렌 사슬의 펜던트기이다.
아다만탄과 같은 크고 부피가 큰 펜던트기는 일반적으로 사슬이 서로 쉽게 미끄러지는 것을 방지하여 중합체의 유리 전이 온도(Tg)를 높인다. 짧은 알킬 펜던트기는 윤활 효과에 의해 유리 전이 온도를 낮출 수 있다.